# Florentina Olar-Spânu
Florentina Olar-Spânu (* 6. August 1985 in Constanța) ist eine rumänische Fußballspielerin und ehemalige A-Nationalspielerin.

## Karriere

### Vereine
Olar-Spânus Augenmerk in sportlicher Hinsicht galt zunächst Turnen und auch Volleyball, bevor sie zwei Jahre lang in der Leichtathletik aktiv gewesen ist. Während ihrer Schulzeit in Constanța wurden Fußball interessierte Mädchen gesucht; mit einem Hinweis auf ihre Schulklasse war es um sie geschehen. „Ich hatte Religionsunterricht! Von dort aus hat er mich [Ion Zlate; seinerzeit Trainer des CFF Clujana] zum Fußball gebracht! Ich war gesegnet für den Fußball!“, wie sie rückblickend auf ihre Karriere konstatierte. Bis zu diesem Zeitpunkt und im Alter von 16 Jahren hatte sie drei Jahre lang für den ortsansässigen Constanța Shipyard Fußball gespielt.
In Cluj-Napoca spielte sie von 2001 bis 2008 für den CFF Clujana, die ersten fünf Saisonen in der Divizia A, der unter diesem Namen seinerzeit höchsten Spielklasse im rumänischen Frauenfußball, danach von 2006 bis 2008 in der Liga I. Während ihrer Vereinszugehörigkeit trug sie zu sechs Meisterschaften bei und gewann auch viermal den nationalen Vereinspokal.
Mit einem einvernehmlichen Leihgeschäft mit dem italienischen Zweitligisten Lazio CF, kam sie für diesen in der Saison 2008/09 zu 13 Punktspielen, in denen ihr vier Tore gelangen. Anschließend kam sie auf Zypern für den Erstligisten Apollon Limassol in der Zeit von 2009 bis 2013 zum Einsatz, in der sie viermal das Double (Meisterschaft und Vereinspokal) gewann.
Nach Dänemark gelangt, spielte sie zunächst sieben Jahre lang für Fortuna Hjørring in der 3F Ligaen, für den sie 242 Punktspiele bestritt und mit dem sie dreimal die Meisterschaft und zweimal den nationalen Vereinspokal (beide Male wurde Brøndby IF – mit 3:1 und 1:0 – bezwungen) gewann, bevor sie zum Ligakonkurrenten FC Nordsjælland gewechselt, für diesen von 2019 bis 2021 spielte und den Titel des Pokalsiegers im Jahr 2020 mit einem 1:0-Finalsieg über den FC Thy-Thisted Q errang. Seit der Saison 2021/22 spielt sie nunmehr ein zweites Mal für Fortuna Hjørring; ihre Vertragslaufzeit endet am 30. Juni 2025.

### Nationalmannschaft
Olar-Spânu kam als Nationalspielerin für den FRF im Jahr 2001 in der A-Nationalmannschaft zu ihrem Debüt. Im Jahr 2003 kam sie auch für die U19-Nationalmannschaft in drei Spielen kurzzeitig zum Einsatz. Ihre bisher gemachten Erfahrungen in der A-Nationalmannschaft waren in der EM-Qualifikationsgruppe F gegen die U19-Nationalmannschaften der Ukraine, Schottlands und Englands gefragt; dennoch wurden alle drei Begegnungen verloren (0:4 am 23., 1:7 am 25., 1:5 am 27. September 2003). Gegen die U19-Nationalmannschaft Schottlands gelang ihr mit dem Treffer zum 1:2 in der 21. Minute das einzige Tor ihrer Mannschaft. Zusätzlich zu den sich jährlich wiederholenden Freundschafts-, EM- und WM-Qualifikationsspielen, in denen sie mitwirkte, kam sie u. a. auch im Turnier um den Algarve-Cup 2010 (2. und 3. Spiel Gruppe C) und 2011 (3 Spiele Gruppe C, Spiel um Platz 11) sowie im Januar im Vier-Nationen-Turnier 2019 in Wuhua zum Einsatz. Bei lediglich vier teilnehmenden Mannschaften kam sie am 17. Januar bei der 0:3-Niederlage gegen die Nationalmannschaft Südkoreas im Halbfinale und am 20. Januar bei der 1:4-Niederlage gegen die Nationalmannschaft Nigerias im Spiel um Platz 3 zum Einsatz; in diesem Spiel gelang ihr mit dem Treffer zum 1:1-Ausgleich in der 59. Minute das einzige Tor ihrer Mannschaft.
Am 8. April 2016 bestritt sie in Pitești bei der 0:1-Niederlage gegen die Nationalmannschaft Frankreichs im fünften Spiel der EM-Qualifikationsgruppe 3 ihr 140. A-Länderspiel. Im Hunderterclub belegt sie mit 195 A-Länderspielen – gemeinsam mit Shannon Boxx (USA) – Platz 32; damit ist sie Rumäniens Rekordnationalspielerin.

## Erfolge
Fortuna Hjørring
- Dänischer Meister 2014, 2016, 2018
- Dänischer Pokal-Sieger 2016, 2019, 2022

FC Nordsjælland
- Dänischer Pokal-Sieger 2020

Apollon Limassol
- Zyprischer Meister 2010, 2011, 2012, 2013
- Zyprischer Pokal-Sieger 2010, 2011, 2012, 2013

FC Clujana Cluj
- Rumänischer Meister 2003, 2004, 2005, 2006, 2007, 2008
- Rumänischer Pokal-Sieger 2004, 2005, 2006, 2008

## Sonstiges
- Olar-Spânu hat an der Babeș-Bolyai-Universität Cluj den Bachelorabschluss in Leibeserziehung und Sport abgeschlossen und ihr begonnenes Masterstudium für den Sport im Ausland unterbrochen.[1]
- Sie ist mit dem ehemaligen Fußballspieler Rareș Olar verheiratet; beide sind seit April 2018 Eltern von Sohn Patrick.[9]